# マリア・アンナ・フォン・バイエルン (1805-1877)
マリア・アンナ・フォン・バイエルン（Maria Anna von Bayern, 1805年1月27日 - 1877年9月13日）は、バイエルン王国の王族。全名はマリア・アンナ・レオポルディーネ・エリーザベト・ヴィルヘルミーネ（Maria Anna Leopoldine Elisabeth Wilhelmine）。バイエルン王マクシミリアン1世の王女で、ザクセン王フリードリヒ・アウグスト2世の2人目の王妃となった。

## 生涯
1805年1月27日、バイエルン選帝侯マクシミリアン4世ヨーゼフ（後のバイエルン王マクシミリアン1世）と、その2人目の妃であったバーデン大公世子カール・ルートヴィヒの娘カロリーネの間にミュンヘンで生まれた。オーストリア大公フランツ・カールの妃となりフランツ・ヨーゼフ1世を生んだゾフィーとは双子の姉妹である。
1833年4月24日にドレスデンでザクセン王子フリードリヒ・アウグスト（後のフリードリヒ・アウグスト2世）と結婚し、1836年に夫が即位すると王妃となった。2人の間に子供はなく、1854年に夫が没すると、その弟でマリア・アンナの姉アマーリエ・アウグステの夫であったヨハンが王位を継いだ。
1877年9月13日、マリア・アンナはドレスデン近くのヴァッハヴィッツで死去した。墓所はドレスデンのカトリック宮廷教会（聖三位一体大聖堂）にある。